# Światosław (imię)
Światosław – imię starosłowiańskie, oznacza świat (tj. świat) sław (tj. sławny), czyli "ten, który jest sławny na świecie", w innych językach Svatoslav, Světoslav (czes.), Svjatosław (ros.), Svatoslav, Svetoslav (pd.-słow.).
Znane osoby o imieniu Światosław:
- Światosław I – książę (kniaź) Rusi Kijowskiej 962-972
- Światosław II – książę czernihowski w latach 1054–1073, wielki książę Rusi Kijowskiej 1073–1076
- Swiatosław Richter – rosyjski wirtuoz, jeden z największych pianistów XX wieku
- Światosław III czernihowski
- Swiatosław Fiodorow – rosyjski okulista
- Swiatosław Wakarczuk – ukraiński wokalista
- Światosław Nowicki – filozof polski